# خرطوم (لبنان)
خرطوم (انگلیسی: Khartoum, Lebanon) یک شهرک در شهرستان صیدا و در کشور لبنان است.